# Anthophora
Anthophora ist eine Gattung aus der Familie der Apidae innerhalb der Bienen. Anthophora umfasst mehr als 400 Arten und ist aus allen Kontinenten der Welt (außer der Antarktis und Australien) bekannt.
Auf Deutsch werden diese Bienen „Pelzbienen“ genannt, der deutsche Name gilt jedoch auch für verwandte Gattungen, insbesondere für Bienen der Gattung Amegilla. Manche Autoren (z. B. Westrich)  zählen Amegilla zu Anthophora, was jedoch international nicht anerkannt wird.

## Merkmale
Die Anthophora-Bienen ähneln oft Hummeln, da sie auch stark behaart sind (deutscher Name). Die Bienen sind kräftig gebaut, ihre Flügel haben am äußeren Teil keine Adern, die Vorderflügel haben drei etwa gleich große Cubitalzellen. Sie sind gute Flieger, die manchmal auch in der Luft kurz stehen bleiben können. Manche Arten haben auf den Hinterleibssegmenten deutliche, meist weiße Haarbinden. Das Gesicht hat oft gelbe oder weiße Zeichnung. Die Glossa ist oft außerordentlich lang (z. B. Anthophora plumipes: 19–21 mm, also mehr als doppelt so lang wie die der Honigbiene). Damit können sie Nektar aus tiefen Blütenkelchen saugen. Bei den Weibchen sind die Hintertibien kräftig behaart (Schienenbürste). Die Tibien und Tarsen der Männchen haben oft auffällige Haarbüschel oder Wimpern, an den Femora und Tibien gibt es oft eigenartige Verdickungen.
Die einheimischen Arten sind ca. 8 bis 18 mm lang. Es gibt auch kleinere (z. B. in der Untergattung Heliophila, die 6 bis 10 mm lang sind) und größere Arten (Paramegilla bis 24 mm).

## Lebensweise
Die Anthophora-Arten sind solitär, jedes Weibchen gräbt ein Nest und trägt darin Pollen ein. Manchmal gibt es auch Ansammlungen von Nestern, die sogar sehr groß sein können. Die meisten Arten sind polylektisch, nutzen also Pollen verschiedener Pflanzenfamilien, oft werden Blüten mit langen Kelchen bevorzugt (z. B. Lungenkraut, Natternkopf, Taubnessel, Salbei). Manche Arten, wie A. balneorum und A. furcata sind oligolektisch (auf Natternkopf und Lippenblütlern).
Die bevorzugten Lebensräume sind sehr unterschiedlich. Anthophora plumipes nistet gerne im Siedlungsbereich, A. furcata an Waldrändern und in Lichtungen, A. bimaculata in Sandgebieten. Entsprechend unterschiedlich sind auch die Substrate, in die die Weibchen ihre Nester graben: in Steilwände, Mauern, Mörtel, Holz, aber auch in vegetationsfreien Boden. In Nicaragua gibt es eine Art, die in unmittelbarer Nähe eines aktiven Vulkans nistet (A. squammulosa). Eine Art in Utah kann mit ihren Mandibeln zum Nisten Löcher in Sandstein bohren.
Bei vielen Arten schlüpfen die Männchen früher im Jahr als die Weibchen (die Arten sind also proterandrisch). Die Männchen patrouillieren auf der Suche nach Weibchen auf festen Flugbahnen, die sie mit Duftstoffen markiert haben. Manchmal findet man sie an Übernachtungsplätzen (einzeln oder in Gruppen) an Pflanzenstängeln.
Die einzelnen Arten schlüpfen zu unterschiedlichen Monaten, A. plumipes im Frühling, A. bimaculata im Hochsommer, in Mitteleuropa gibt es nur eine Generation im Jahr, im Süden (Mittelmeergebiet) gibt es oft mehrere Generationen pro Jahr.
Manche Anthophora-Arten bestäuben Ophrys-Orchideen durch Pseudokopulation. Die Orchideenblüte ahmt weibliche Bienen nach (Mimikry, durch Aussehen und Duftstoffe), die männliche Biene versucht damit zu kopulieren und bekommt dabei Pollenpakete angeheftet, die sie an eine andere Blüte weitergibt.
Brutparasiten: Die einheimischen Anthophora-Bienen werden von Kuckucksbienen der Gattungen Melecta, Thyreus und Coelioxys parasitiert. Außerdem werden sie von Ölkäferlarven und der Keulenwespe Sapyga clavicornis parasitiert.

## Systematik
Die Gattung Anthophora zählt mit 6 weiteren Gattungen zur Tribus Anthophorini, Unterfamilie Apinae. Sie ist die artenreichste und am weitesten verbreitete Gattung der Anthophorini. Die Gattung Amegilla ist auch sehr artenreich mit mehr als 250 Arten. Sie ist die Schwestergruppe von Anthophora.
Anthophora wird in 14 Untergattungen unterteilt.

## Einheimische Arten
In Mitteleuropa sind 15 Arten nachgewiesen, in Deutschland kommen 12 Arten vor. (v = verschollen)
- Anthophora aestivalis (D, A, CH)
- Anthophora balneorum (CH)
- Anthophora bimaculata (D, A, CH)
- Anthophora borealis (D v, A)
- Anthophora crassipes (D v, A v, CH)
- Anthophora crinipes (A, CH)
- Anthophora fulvitarsis (D v, A?, CH)
- Anthophora furcata (D, A, CH)
- Anthophora mucida (CH)
- Anthophora plagiata (D v, A?, CH)
- Anthophora plumipes (D, A, CH)
- Anthophora pubescens (D, A, CH)
- Anthophora quadrimaculata (D, A, CH)
- Anthophora retusa (D, A, CH)